# Bastien Blanqué
Bastien Blanqué, né le 10 mai 1995 à Toulouse (France), est un joueur de padel professionnel français. Il est le recordman du nombre de titres de champion de France (2017, 2018, 2019, 2022, 2023 et 2024). 

## Biographie
Bastien Blanqué débute par le tennis puis le football où il occupe le poste de gardien de but. Il découvre le padel à 14 ans, y jouant principalement en famille. Séduit par la discipline, il s'y engage totalement en rejoignant le club de Blagnac.
En 2012, à seulement 17 ans, il est convoqué pour participer aux championnats du monde à Cancún (Mexique). Lors de ce tournoi, durant lequel il évolue au côté d'Emmanuel Técles, il décide de faire du padel son métier en devenant professionnel. Un temps, il mène de front, études et entrainement. Il est diplômé d'un baccalauréat professionnel et d'un BTS en aménagements paysagers.
En 2017, sa carrière prend un tournant. Il est sacré champion de France pour la première fois avec son coéquipier Johan Bergeron. 5 autres titres suivront en 2018, 2019, 2022, 2023 et 2024 dont trois avec Thomas Leygue, faisant de Bastien Blanqué le recordman de titres de champion de France. Dans la foulée, son palmarès international va s'étoffer d'un titre de vice champion d'Europe en 2019 et d'une médaille de bronze au championnat du monde avec la France, en 2020.
En 2017, Bastien Blanqué décide de partir en Espagne, à Madrid, pour perfectionner son jeu. « Là-bas, je m'entraîne avec les meilleurs, dans les meilleures structures », explique-t-il. Le Toulousain signe son premier contrat avec l'équipementier français Babolat, il est désormais engagé avec Bullpadel. Bastien Blanqué évolue sous la tutelle du célèbre entraineur espagnol Ramiro Choya durant 5 ans.
En 2022, il fait son retour en France, après deux saisons sous les couleurs du Stade Toulousain, il s'engage au Toulouse Padel Club. Le 24 septembre 2023, il est sacré champion de France pour la 5e fois, non loin de chez lui à Colomiers. En juin 2024, Bastien Blanqué participe aux Championnats d'Europe en Italie, à Cagliari. Il est nommé capitaine de la sélection qui se classe 4e à l'issue de la compétition. Quelques mois plus tard, il s'impose dans sa compétition fétiche, le championnat de France pour la 6e fois de sa carrière. À Strasbourg, aux côtés de Thomas Leygue, la paire décroche un troisième titre de rang.

## Sources
1. ↑  « Bastien Blanqué : A la conquête de l’Espagne | Padel Magazine », 18 janvier 2017 (consulté le 29 janvier 2024)
2. ↑  « Blagnac. Mondial de Paddle : Bastien au Mexique », sur ladepeche.fr (consulté le 29 janvier 2024)
3. ↑  « Padel : la paire Bergeron-Blanqué touche au Graal », sur ladepeche.fr (consulté le 29 janvier 2024)
4. ↑  « Championnats d'Europe : du bronze pour les Bleus ! | Fédération française de tennis », sur www.fft.fr (consulté le 29 janvier 2024)
5. ↑  Severine Sarrat, « Padel : Le Toulousain Bastien Blanqué veut intégrer le Top 100 mondial », sur Le Journal Toulousain, 22 juin 2022 (consulté le 29 janvier 2024)
6. ↑  Team Padel Mag, « Bastien Blanqué annonce sa fin de partenariat avec Babolat », 4 février 2022 (consulté le 29 janvier 2024)
7. ↑  « Bastien Blanqué : “Travailler pour n’avoir aucun regret” | Padel Magazine », 22 avril 2019 (consulté le 29 janvier 2024)
8. ↑  « Toulouse. Blanqué : un nouveau chapitre au TPC », sur ladepeche.fr (consulté le 29 janvier 2024)
9. ↑  « Blanqué / Leygue, la preuve par deux | Fédération française de tennis », sur www.fft.fr (consulté le 29 janvier 2024)
10. ↑  « Euro Padel 2024 – Classements et résultats finaux »
11. ↑  « Championnats de France de padel : Blanqué et Leygue, le triplé des patrons »